# Euproctis macrocera
Euproctis macrocera är en fjärilsart som beskrevs av Collenette 1933. Euproctis macrocera ingår i släktet Euproctis och familjen tofsspinnare. Inga underarter finns listade i Catalogue of Life.